# Elisabeth Rohr
Elisabeth Rohr (* 1948) ist eine deutsche Soziologin und war Professorin für Interkulturelle Erziehung am Fachbereich Erziehungswissenschaften der Philipps-Universität Marburg.

## Leben
Rohr legte 1968 ihr Abitur in Trier ab. Anschließend ging sie für einige Jahre nach New Orleans, wo sie an der Tulane University Englisch lernte. 1975 nahm sie an der Johann Wolfgang Goethe-Universität in Frankfurt am Main ein Studium der Soziologie, Politologie und Pädagogik auf, das sie 1982 mit einem Magister Artium abschloss. Ein ASA-Stipendium ermöglichte ihr 1978 einen Forschungsaufenthalt zur Erforschung der Weberkooperativen in Otavalo (Ecuador). Unterstützt durch ein Stipendium des Evangelischen Studienwerks Villigst promovierte sie 1989 bei Alfred Lorenzer über Die Zerstörung kultureller Symbolgefüge. Über den Einfluss protestantisch-fundamentalistischer Sekten und die Zukunft des indianischen Lebensentwurfes. In dieser Phase absolvierte sie von 1980 bis 1986 eine Gruppenanalytische Weiterbildung in London, arbeitete in den ethnohermeneutischen Forschungsprojekten Hans Bosses in Kamerun und Papua-Neuguinea mit und intensivierte ihre eigenen Forschungen in Ecuador. Von 1990 bis 1994 arbeitete sie als Post-Doc an der Universität Frankfurt und habilitierte sich dort 1997. Nach zwei Vertretungsprofessuren an der Philipps-Universität Marburg wurde sie 1997 zur ordentlichen Professorin für Interkulturelle Erziehung berufen.
Ab 2005 konzipierte sie zunächst ein Curriculum „Supervisionsausbildung“ für psychosoziale Fachkräfte in Guatemala im Rahmen des Friedens- und Versöhnungsprogramms der GTZ. In den Folgejahren setzte sie das Curriculum um, und es entstand eine langjährige Kooperation sowie eine auswertende Publikation. Seit 2012 lehrt sie unter anderem im postgradualen Studiengang Supervision und Beratung an der Universität Bielefeld.
Rohr war verheiratet.

## Schriften (Auswahl)
- Die Zerstörung kultureller Symbolgefüge. Über den Einfluss protestantisch-fundamentalistischer Sekten und die Zukunft des indianischen Lebensentwurfes, Dissertation, Johann Wolfgang Goethe-Universität Frankfurt 1989
- mit Ludger van Gisteren: Geschlechterbegegnungen: viele Orte – wenig Raum, Stroemfeld, 1995, ISBN 978-3-86109-106-6.
- mit Mechtild Jansen (Hrsg.): Grenzgängerinnen: Frauen auf der Flucht, im Exil und in der Migration, Gießen: Psychosozial 2002, ISBN 3-89806-105-1.
- mit Mechtild Jansen und Ulrike Wagner-Rau (Hrsg.): Die halbierte Emanzipation? Fundamentalismus und Geschlecht, Königstein 2007.
- Verstehen und Verstricken – Ethnopsychoanalytische Methoden in der Supervision, in: Forum Supervision 20 (=2012) (40), S. 27–41, DOI:10.4119/fs-2218.
- mit Vilma Duque (Hrsg.): Supervision in Mesoamerika. Herausforderungen in einer traumatisierten Postkonfliktgesellschaft, Gießen: Psychosozial 2021, ISBN 978-3-8379-3049-8, doi:10.30820/9783837977745.
- Online-Supervision: Chancen, Grenzen und Besonderheiten, in: Forum Supervision 30 (=2022) (59), S. 9–26, DOI:10.11576/fs-5550.